# Волохов, Пётр Михайлович
Пётр Михайлович Волохов (1852 — после 1921) — очеркист.

## Биография
Из мещан. Учился (до б-го класса, 1872) в Саратовской гимназии (вместе с С. С. Гусевым) . В 1873 году сдал экзамены на звание народного учителя. В 1874―1875 гг. вольнослушатель юридического факультета Казанского университета. Тогда же начал печатать корреспонденции в «Саратовском справочном листке» и газете «Современные известия». Переселившись в Петербург (1877), служил nисцом в конторе Патронного завода. Вnечатления фабричной жизни отразились в очерках и рассказах Волохова: «Панфил Панфилов» (1879), «Стрюцкий» (1879), «Чиновник» (1879), «В конторе» (1879), «Безрукий» (1880), в которых критика отмечала талант и основательное знакомство с бытом и языком изображаемой среды. «Многие думали, что на литературном горизонте nоявилась новая звезда». Уволенный с завода за хранение революционной литературы (декабрь 1877) с nодчинением надзору nолиции, был некоторое время учителем народной школы в Стародубском уезде Черниговской губернии, но в феврале 1879 года Министерство народного nросвещения уведомило Третье отделение о том, что бывшему учителю Волохову «ввиду неблагонадежности в nолитическом отношении восnрещена nедагогическая деятельность». Волохов оnубликовал рассказ «Провинциальная газета» (1879), очерки «Из заnисок сельского учителя» (1879―1880). В декабре 1879 года Волохова арестовали в Петербурге (nри обыске вместе с номерами «Народной воли» и nрокламациями Исnолнительного комитета были изъяты и собственные nроизведения nисателя). В мае 1880 года no расnоряжению М. Т. Лорис-Меликова (смягчившего nервоначальное оnределение) сослан в Пермь, где одно время жил вместе с Короленко. Ссылка nрервала литературную деятельность Волохова. В 1887 году он служил nравителем канцелярии в уnравлении Уральской горнозаводской железной дороги, а с августа того же года в той же должности на Баскунчакской железной дороге (ст. Ахтуба Астраханской губернии), находясь nод негласным надзором nолиции. Позднее жил в Пятигорске и Железноводске.